# Anopheles neivai
Anopheles neivai är en tvåvingeart som beskrevs av Howard, Dyar och Frederick Knab 1913. Anopheles neivai ingår i släktet Anopheles och familjen stickmyggor. Inga underarter finns listade i Catalogue of Life.